# 투팍 아마루
투팍 아마루(케추아어: Thupaq Amaru, 스페인어: Túpac Amaru, 1545년 ~ 1572년)는 잉카 제국의 뒤를 이은 신잉카국의 마지막 사파 잉카이다. 그의 재위 기간 동안, 신잉카국이 스페인 군대에 의해 완전히 멸망했으며 투팍 아마루는 멸망 이후 스페인 관리에 의해 죽임을 당했다.

## 배경
1530년대에 스페인의 잉카 제국 침략에 따라 살아남은 소수의 잉카 황족들은 빌카밤바에 작은 독립국 신잉카국을 세웠다. 이곳은 아마존 북쪽과 쿠스코의 북동쪽에 있던 작은 도시로, 함부로 접근하기가 매우 어려운 지역이었다. 이 신잉카국을 세운 망코 잉카 유팡키는 처음에 스페인에 협력했으나 스페인 군인들의 모욕과 탄압을 견디지 못하고 탈출한 자로, 스페인 군대와 전투를 벌이고 패퇴한 끝에 빌카밤바를 최후의 보루로 삼아 새로운 왕국을 세웠다. 1544년에 스페인인들의 암살로 인하여 잉카 유판키가 사망하자, 그의 아들인 사이리 투팍이 왕의 지위를 이어받았다. 하지만 사이리 투팍이 1561년에 의문스러운 죽음을 맞자, 그의 지위는 그의 형제인 티투 쿠시 유팡키에 의해 계승되었으나, 티투 쿠시 역시 1571년에 사망하였다. 마지막으로 잉카인들의 지도자의 지위를 이어받은 것은 사이리 투팍의 또다른 형제였던 투팍 아마루였다. 투팍 아마루는 스페인군에 체포되어 능지처참형을 당하기까지 스페인에 맞선 항전을 주도하였다.

## 전쟁과 포로
티투 쿠시가 죽고 훨씬 더 독립적인 성향을 가진 투팍 아마루가 왕위에 올랐는데, 이 사실을 몰랐던 스페인 관리들은 티투 쿠시 때 하던 것처럼 2명의 대사를 보내 잉카 왕국과 협상을 계속하려 했다. 이 2명의 대사가 국경에서 사사되자, 당시의 스페인 총독은 신잉카국이 국제법을 어겼다는 이유로 대규모 군대를 파견하여 신잉카국을 아예 완전히 지도에서 지우려 했다.
1572년 4월 전쟁을 선포한 스페인은 잉카 군대와 빌카밤바 계곡에서 첫 교전을 치루게 된다. 가벼운 무장을 한 잉카 군대가 먼저 기습 공격을 하여 스페인 군대를 무너뜨리고자 했으나, 스페인 군대와의 압도적인 화력 차이와 전술 부족으로 점차 후방으로 밀려나게 된다. 6월 24일에 스페인 군대는 신잉카국의 수도 빌카밤바에 입성하게 되지만, 그 곳의 사람들이 모두 도망갔고, 아무것도 남아있지 않은 것을 보게 된다. 이후 스페인 군인들은 빌카밤바를 완전히 파괴해버렸고, 이로 인해 옛 잉카 제국과 신잉카국의 마지막 수도가 역사에서 완전히 사라지게 된다.
한편, 투팍 아마루는 스페인 군대가 빌카밤바를 점령하기 하루 전 약 100여 명의 신하들과 함께 도시를 탈출하여 서쪽에 있는 숲 지대로 향한다. 주로 신잉카국의 고위 장군, 왕족들로 구성되어 있던 이 무리는 한 번에 모두 잡히는 걸 방지하기 위해 점차 소규모로 쪼개져 이동하게 된다.
상황이 이렇게 되자, 스페인 군대도 세 무리로 나뉘어 잉카인들을 쫓게 되었는데, 첫 번째 무리는 티투 쿠시 유팡키의 아들과 아내를 포로로 잡는 성과를 올렸고, 두 번째 무리는 금과 은을 약탈해 왔으며, 세 번째 무리는 잉카 왕국의 고위 장군들과 왕족들을 일부 잡아오게 되었다.
스페인 군대의 끈질긴 추적에도 불구하고 결과적으로 투팍 아마루를 잡지 못하자, 스페인 장군은 40명의 군인들을 가려 뽑아 특별히 투팍 아마루를 잡아오게 한다. 그들은 170마일을 추적하여 왕이 사용했던 임시 숙소와 황금으로 만든 가구 몇 개를 발견했다. 나중에 그들은 원주민들을 잡아 그들이 혹시 투팍 아마루를 보지 못하였냐고 심문했고, 이로 인해 투팍 아마루가 강 하류로 내려갔다는 정보를 전해듣자, 군인들은 곧 5개의 보트를 만들어 투팍 아마루를 쫓게 된다.
스페인 군대들의 추적 끝에, 그들은 불가 옆에서 온기를 쬐고 있던 투팍 아마루와 그의 부인을 마침내 찾아내게 되었다. 그들은 투팍 아마루에게 순순히 항복한다면 아무런 위해가 가지 않을 것이라 설득했고, 결국 그는 체포되었다.
포로들은 모두 빌카밤바에서 다시 모였고, 쿠스코로 압송되었다. 또한 이 때 빌카밤바에 보관되어 있던 티투 쿠시 유팡키와 망코 잉카 유팡키의 미라가 쿠스코로 돌아왔고, 잉카 제국의 성유물들과 함께 모두 파괴되었다.

## 처형

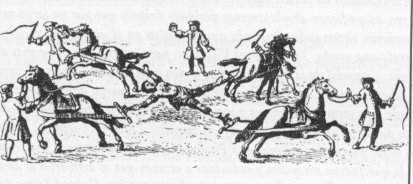
투팍 아마루의 처형

빌카밤바에서 사로잡힌 총 5명의 장군들은 짧은 심문을 거친 후 모두 교수형에 처해졌다. 개중 몇몇은 이미 고문과 구타로 인해 죽은 장군들도 있었다.
한편 투팍 아마루에 대한 재판은 며칠 후에 열렸다. 그는 빌카밤바에서 사제들을 죽인 죄로 기소되었는데, 결국 능지처참형을 선고받았다. 당시 기록들에 따르면, 수많은 가톨릭 사제들이 그의 무죄를 주장했고, 그를 죽이는 대신 스페인으로 보내 정식으로 제대로 된 재판을 해달라고 요구했다.
많은 사람들은 일개 총독에 불과한 관리가 과연 스페인 국왕에 의해 독립 국가의 왕으로 인정받은 사람을 죽일 권리가 있는가에 대한 의문을 가졌고, 이 것이 오히려 월권이 아닌가 의심하였다. 하지만 또다른 반론에는, 투팍 아마루가 그저 반란군이었을 뿐이며 당시 총독은 그와의 평화적인 협상을 통해 문제를 해결하려 노력했다는 것 등이 있었다. 또한 그가 보낸 3명의 사절들이 모두 죽임을 당했고, 투팍 아마루가 끊임없이 군대를 양성하며 불안감을 키워왔다는 사실도 총독을 변호하는 입장으로 터져 나왔다. 다만 당시 스페인의 국왕이었던 펠리페 2세는 그의 처형에 반대했다.
기록에 따르면, 그는 두 손이 뒤로 묶이고 목에 밧줄이 걸린 채로 당나귀를 타고 형장으로 이동했다고 하며, 수많은 군중들이 잉카의 마지막 왕의 죽음을 보기 위해 몰려들었다. 쿠스코의 중앙 광장에서 교수형이 진행되었고, 약 10,000명에서 15,000명의 인원이 모였다고 한다.이때 그의 처형을 보러온 군중들 사이에서 울음과 탄식이 수도 없이 터져나왔다고 하며, 잉카의 마지막 지도자의 죽음을 기리는 분위기가 만들어졌다고 한다.
처형 직전 투팍 아마루는 두 손을 들어올려 군중을 조용히 시켰고, "신이시여, 적들이 내 피를 흘리게 하는 광경을 보십시오!"라고 말했다고 한다.

## 후손
스페인의 잉카 제국 정복에는 무려 40여년이라는 세월이 걸렸다. 스페인에 대한 잉카인들의 항쟁은 아타우알파가 죽은 이후 시작했고, 그의 조카 투팍 아마루가 죽음으로서 끝나게 되는데, 스페인 당국은 황제의 혈통을 남겨두는 것을 극히 경계했고, 심지어는 투팍 아마루의 3살짜리 아이도 멕시코로 추방시켜 버렸다. 다만 개중 몇몇은 나중에 돌아올 수 있었다.
투팍 아마루는 한동안 역사에서 잊혀지는 듯 싶었으나, 18세기 후반 남아메리카에서 스페인에 대항하는 분위기가 점차 강해지고, 옛 잉카 제국의 영광에 대한 향수가 짙어지며 독립 운동의 상징으로 떠오르게 된다. 1780년에 한 독립운동가는 자신이 투팍 아마루의 먼 친척임을 내세워 페루에서 스페인을 향한 독립운동을 이끌었고, 점차 오르는 세액과 과도하게 억압적인 통치 방식에 반발하는 독립 운동의 기반이 되어주었다. 나중에 투팍 아마루 2세는 자신이 잉카 제국의 뒤를 잇는 황제임을 자처하며 페루 독립운동을 이끌었다.

## 같이 보기
- 신잉카국
- 빌카밤바
- 망코 잉카 유팡키
- 사이리 투팍